# Число Нараяни
Число Нараяни — число, яке виражається через біноміальні коефіцієнти ({\displaystyle k\leqslant n}):
{\displaystyle N(n,k)={\frac {1}{n}}{n \choose k}{n \choose k-1}};
такі числа формують трикутник Нараяни — нижню трикутну матрицю натуральних чисел, що виникає в ряді завдань нумераційної комбінаторики.
Відкриті канадським математиком індійського походження Тадепаллі Нараяною (1930—1987) під час розв'язування такої задачі: знайти число корів і телиць, що з'явилися від однієї корови за 20 років, за умови, що корова на початку кожного року приносить телицю, а телиця починає давати таке саме потомство на початку року при досягненні віку трьох років.
Перші вісім рядів чисел Нараяни:
```
k
 =     1 2 3 4 5 6 7 8

n
 = 1 | 1
    2 | 1 1
    3 | 1 3 1
    4 | 1 6 6 1
    5 | 1 10 20 10 1
    6 | 1 15 50 50 15 1
    7 | 1 21 105 175 105 21 1
    8 | 1 28 196 490 490 196 28 1
```

## Застосування і властивості
Приклад задачі підрахунку, розв'язання якої може бути задане у термінах чисел Нараяни {\displaystyle N(n,k)}, — це кількість виразів, що містять {\displaystyle n} пар круглих дужок, які правильно зіставлені і які містять {\displaystyle k} різних вкладень. Наприклад, {\displaystyle N(4,2)=6}, оскільки чотири пари дужок утворюють шість різних послідовностей, які містять два вкладення (під вкладеннями мається на увазі шаблон ()):
```
()((())) (())(()) (()(())) ((()())) ((())()) ((()))()
```

Приклад демонструє, що {\displaystyle N(n,1)=1}, оскільки єдиний спосіб отримати тільки один шаблон () — {\displaystyle n} відкривальних дужок, а потім {\displaystyle n} закривльних. Також {\displaystyle N(n,n)=1}, оскільки єдиним варіантом є послідовність ()()() ... (). У загальнішому випадку можна показати, що трикутник Нараяни має таку властивість симетрії:
{\displaystyle N(n,k)=N(n,n-k+1)}.
Сума рядків трикутника Нараяни дорівнює відповідним числам Каталана:
{\displaystyle N(n,1)+N(n,2)+N(n,3)+\cdots +N(n,n)=C_{n}},
таким чином, числа Нараяни також підраховують кількість шляхів на двовимірній цілочисловій ґратці від {\displaystyle (0,0)} до {\displaystyle (2n,0)} під час руху тільки по північно-східній і південно-східній діагоналях, не відхиляючись нижче від осі абсцис, з {\displaystyle k} локальними максимумами. При {\displaystyle N(4,k)} виходять такі фігури:
| {\displaystyle N(4,k)}                               | Шляху |
| ---------------------------------------------------- | ----- |
| {\displaystyle N(4,1)=1} шлях з одним максимумом     |       |
| {\displaystyle N(4,2)=6} шляхів з двома максимумами  |       |
| {\displaystyle N(4,3)=6} шляхів з трьома максимумами |       |
| {\displaystyle N(4,4)=1} шлях з чотирма максимумами  |       |

Сума {\displaystyle N(4,k)} дорівнює 1 + 6 + 6 + 1 = 14, що дорівнює числу Каталана {\displaystyle C_{4}}.

## Твірна функція
Твірна функція чисел Нараяни:
{\displaystyle \sum _{n=0}^{\infty }\sum _{k=1}^{n}N(n,k)z^{n}t^{k}={\frac {1+z(t-1)-{\sqrt {1-2z(t+1)+z^{2}(t-1)^{2}}}}{2z}}}.